# Coupe des Pays-Bas de football 1984-1985
Navigation
Édition précédente Édition suivante
La Coupe des Pays-Bas de football 1984-1985, nommée la KNVB beker, est la 67e édition de la Coupe des Pays-Bas. La finale se joue le 6 juin 1985 au stade de Galgenwaard à Utrecht.
Le club vainqueur de la coupe est qualifié pour la Coupe d'Europe des vainqueurs de coupe de football 1985-1986.

## Finale
Le FC Utrecht gagne la finale contre le Helmond Sport, club de deuxième division, et remporte son premier titre. La rencontre s'achève sur le score de 1 à 0, l'unique but est marqué dans le temps additionnel par John van Loen, évitant ainsi un match nul qui aurait entrainé un nouveau match, c'est la dernière saison où ce système est appliqué, à partir de la prochaine saison sera mis en place la prolongation et éventuellement la séance de tirs au but si les équipes n'arrivent pas à se départager.